# ハワイ併合

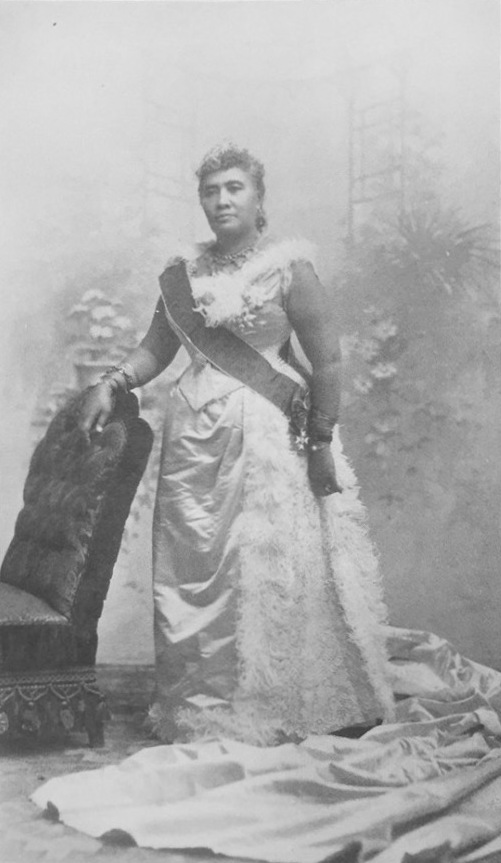
最後のハワイ王で「アロハ・オエ」の作詞・作曲をおこなったことでも知られる女王リリウオカラニ

ハワイ併合（ハワイへいごう）または米布併合（べいふへいごう、英語: United States Annexation of Hawaii）は、1898年にアメリカ合衆国によって行われたハワイ共和国（布哇共和国）の併合である。本項では、アメリカ合衆国がハワイを併合するまでの経過とその影響について説明する。
1993年にアメリカ合衆国議会によって発表された謝罪決議により、1893年にアメリカ軍が指導したクーデターによるハワイ王国の崩壊が違法行為として認められた。現在、ハワイ独立運動の提唱者はアメリカ合衆国のハワイ諸島の統治は不法な軍事占領と唱える。

## 前史

### ハワイ王国の政策

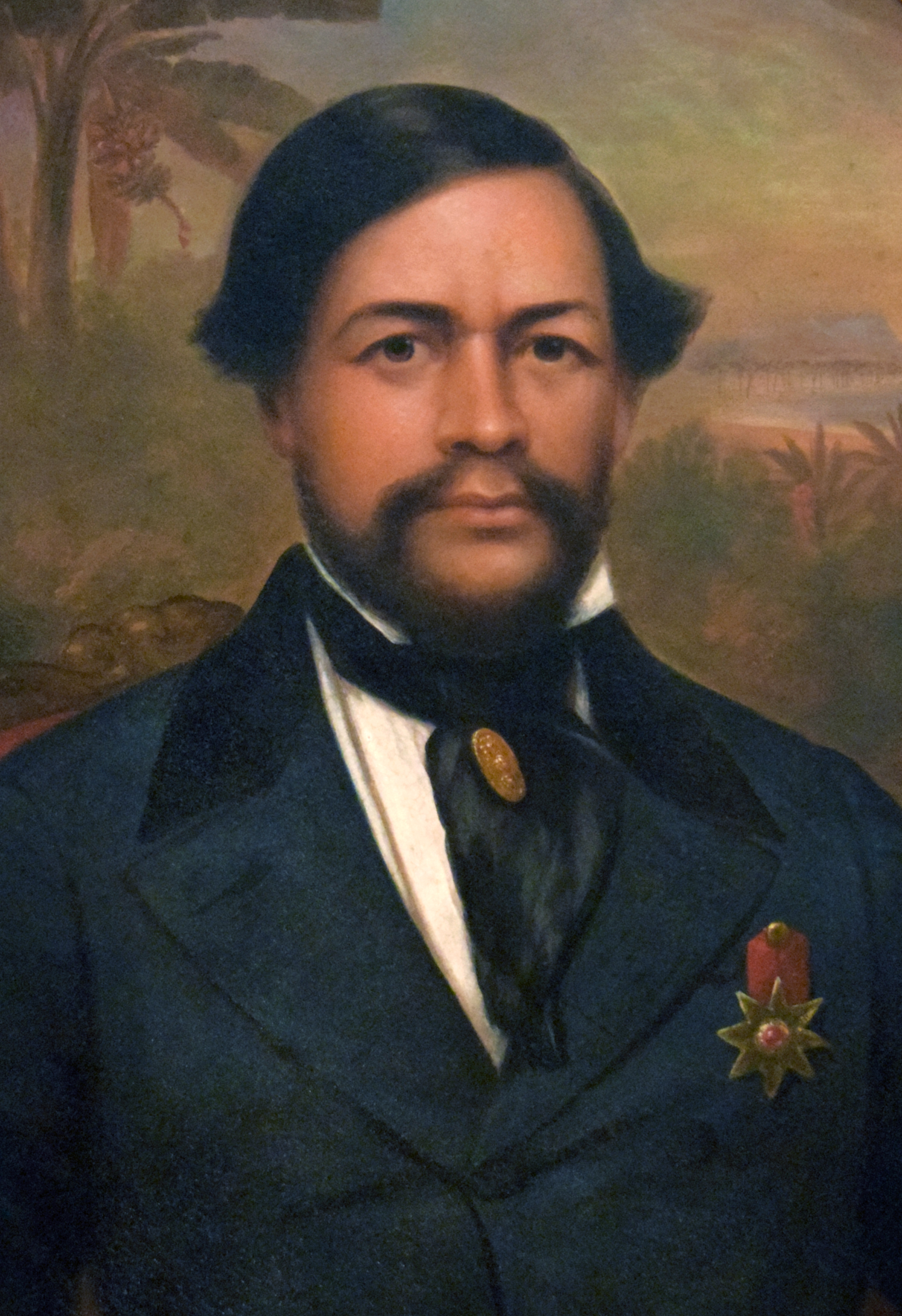
カウイケアオウリ（カメハメハ3世）

ハワイ王国は、1839年にイギリスのマグナ・カルタを基本とした「権利宣言」を公布、翌1840年10月8日にはハワイ王国憲法を公布して立憲君主政を成立させた。
1840年の憲法制定後、諸外国とのあいだで独立承認交渉が進められ、1842年、アメリカのジョン・タイラー大統領がハワイ王国を独立国として承認した。
しかし、ジェームス・クック以降の18世紀後半から交流の歴史があったイギリスの賛同が得られず、カウイケアオウリ（カメハメハ3世）がイギリス領事と交渉を行うが決裂した。この決裂を受けて、メキシコ沿岸の軍艦を統括していたイギリス海軍のジョージ・ポーレットが、軍艦を率いて1843年2月にホノルルに入り、威圧的な状況下でカメハメハ３世との会談を強行し、会談後にポーレットによる臨時政府が成立させた。この臨時政府によりハワイ政庁にはイギリスの国旗（ユニオンジャック）が揚げられたが、アメリカ政府による抗議と間接的な圧力に加えてフランス政府の動きから臨時政府は短命に終わり、同年7月にハワイ王国に主権が戻った。その後に宗教問題など英米仏からの干渉を解決し、ヴィクトリア女王のイギリス、ルイ・フィリップのフランス王国の承認を得る。
しかし、欧米文化の流入になじめない先住ハワイ人に対し、ハワイに帰化した欧米人はハワイ王国内での政治的発言力を強め、1844年にはハワイへの帰化を条件とした欧米系白人の政府要職への着任が認められた。1845年には基本法により行政府として国王、摂政、内務、財務、教育指導、法務、外務の各職を置き、15名の世襲議員と7名の代議員からなる立法議会が開かれた。1852年の新しいハワイ王国憲法では、アメリカでリンカーンが奴隷解放宣言を発する以前の段階で奴隷禁止条項を盛りこむなど、進歩的な内容を含んでいた。
こうした欧米化は、従来のアフプアアを軸とした土地概念にもおよび、ハワイ社会でも土地私有の観念が広く受け入れられた。1848年制定の土地法により、ハワイの土地は王領地、官有地、族長領地に分割されたが、1850年にクレアナ法が制定され、外国人の土地私有が認められるようになると、対外債務を抱えていたハワイ政府は土地売却によって外債を補填するようになり、1862年までの12年の間にハワイ諸島全体の約4分の3に達する面積の土地が外国人所有となって、先住ハワイ人の生活基盤が損なわれるようになった。
いっぽうアメリカ国内のジャーナリズムは、すでに1849年頃には、ハワイ諸島をアメリカに併合し、ハワイ州として連邦に加えるべきだと主張し始めており、1852年、この提案が議会に提出されて検討に付された。なお、この間カリフォルニアが1850年に州への昇格を果たしている。

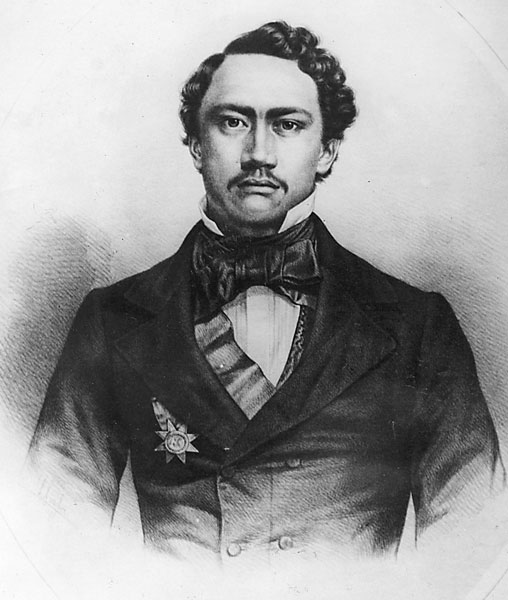
アレクサンダー・リホリホ（カメハメハ4世）

カウイケアオウリの甥のアレクサンダー・リホリホ（カメハメハ4世）が王位に就いた1855年頃のハワイ王国政府には、アメリカ系、イギリス系、先住ハワイ人という3つの政治的グループが形成され、たがいに対立していた。アレクサンダー・リホリホは、前王が付与した一般成年男子の参政権が王権の失墜を招くのではないかと怖れ、兄のロト・カメハメハと協力して王権の強化と貴族主義的な君主政の確立を目指した。アレクサンダー・リホリホは、増大するアメリカ人実業家の勢力を制限してアメリカ世論におけるハワイ併合への動きを牽制するとともに、1860年、「ハワイアン改革カトリック教」という名の聖公会をハワイに設立し、英国よりトーマス・ステイリーをはじめとするイングランド国教会の聖職者を招いた。これには、息子のアルバートを洗礼させ、ヴィクトリア女王を教母として立てることで列強諸国と対等の関係を築こうとした政治的意図があったといわれている。しかし、1862年にはアルバート王子が、翌1863年11月には王自身が死去して、この計画は頓挫した。王位は兄のロト・カメハメハが継承し、カメハメハ5世として即位した。

### アメリカへの傾斜と抵抗

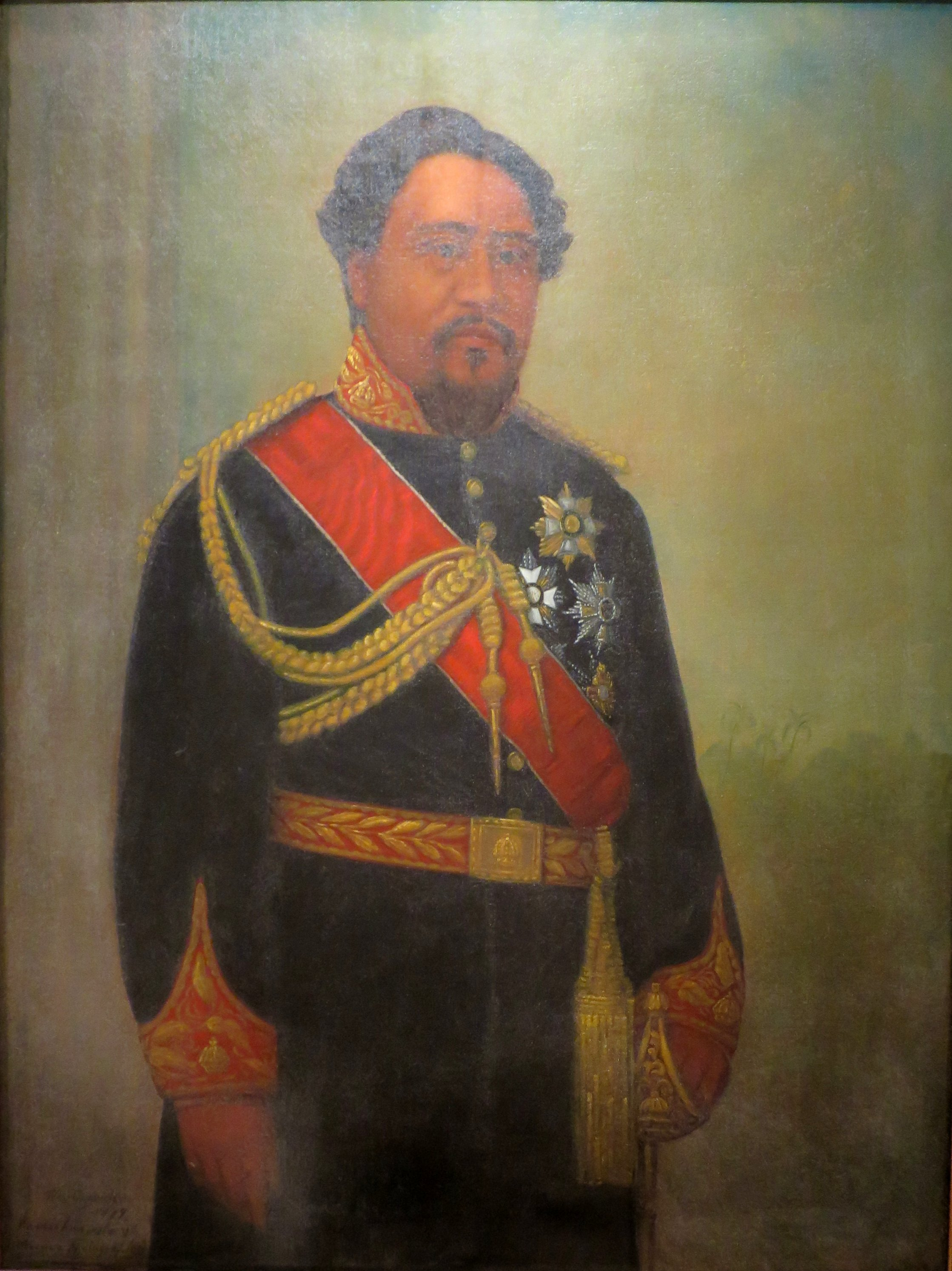
ロト・カメハメハ（カメハメハ5世）

王権復古と「異教復活」を掲げた新王ロト・カメハメハ（カメハメハ5世）は、1864年8月、新しいハワイ王国憲法を公布した。歴代王の親英政策により、ハワイ王国がイギリスに傾斜することを怖れたアメリカ合衆国は、秘密裏にハワイ王国の併合計画をすすめた。
この間、かつての捕鯨業は衰退に向かい、製糖業が発展に向かった。特に1860年代は、南北戦争で大打撃を受けたアメリカ本土に代わってハワイ諸島においてサトウキビ栽培が大いに拡大した時期であった。しかし、一方で白人が持ち込んだ感染症のために先住ハワイ人（ポリネシア人）の人口が激減し、サトウキビ農場での労働力不足を補うため、中国系ないし日系の移民が多数ハワイに流入した。1871年（明治4年）8月には日本との間に日布修好通商条約が締結されている。

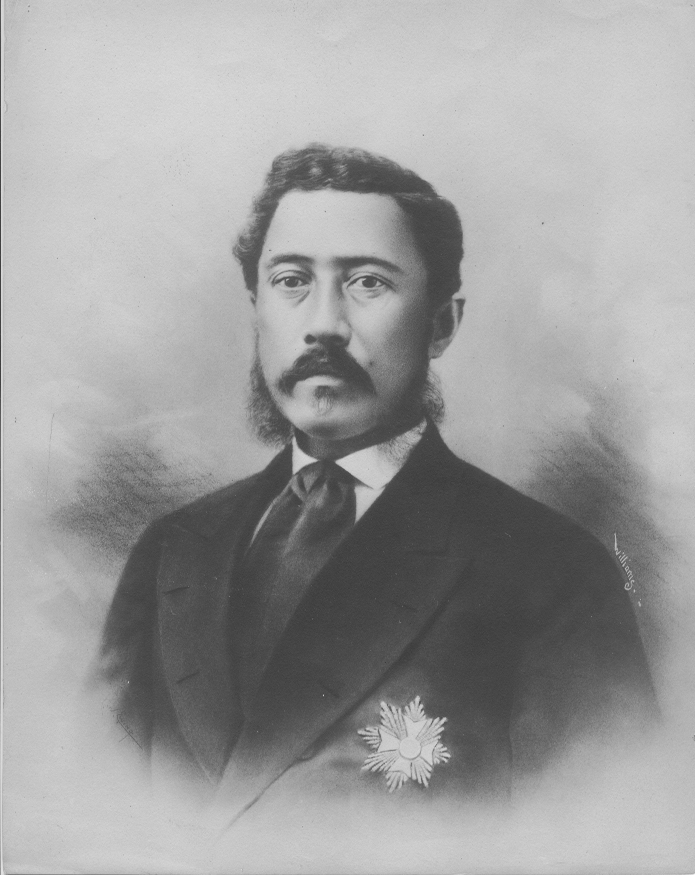
初めて選挙で選ばれた国王ルナリロ

世界を周遊し、ハワイ王室と日本の皇室との縁組を申し出たハワイ王カラカウア

1872年、次の王位継承者を指名することなくロト・カメハメハが急死した。王位の決定は議会に委ねられ、選挙により親米派のルナリロが王位継承者となって、翌1873年1月、即位した。ルナリロはアメリカ人を閣僚にすえ、アメリカからの政治的・経済的援助を求める政策を採用した。アメリカとの間に互恵条約を結ぶことを目標にして外交交渉もなされたが、ルナリロが肺結核とアルコール依存症によって没したため、王位は再び議会に委ねられた。候補者のひとりが故カメハメハ4世アレクサンダー・リホリホの王妃エマであり、もうひとりは、ハワイを統一したカメハメハ1世（大王）の有力な助言者だった大宮司ケイアウェアヘウルの子孫にあたるデイヴィッド・カラカウアであった。エマ王妃とカラカウアが「国王選挙」で争った結果、カラカウアが当選、1874年2月13日に即位した。
カラカウアは、王位を継承してすぐに自分の後継者として弟のレレイオホクを指名して国王選挙の前例が繰り返さないよう手をうち、1874年中にハワイ国王として最初にアメリカ本土を訪れ、貿易関税撤廃相互条約（米布互恵条約を締結した。これによりハワイの全ての生産品は非課税でアメリカ合衆国本土への輸出が可能となったが、第4条に「ハワイのいかなる領土もアメリカ以外の他国に譲渡・貸与せず、特権も与えない」との文言が組み込まれ、ハワイのアメリカ傾斜に拍車がかかることとなった。いっぽう、製糖業を支える外国人をハワイ王国の市民として受け入れる政策をとり、これは製糖業を独占していたアメリカ人商人には不評であった。カラカウアはウォルター・マリー・ギブスンという人物を政治顧問とし、内閣を指導させた。
カラカウアは、1879年にホノルルでイオラニ宮殿の建設に着手し、1881年、幼なじみの白人ウィリアム・N・アームストロングらを伴って「おしのび」での世界一周旅行をおこなった。カラカウアの世界一周はサンフランシスコにはじまって日本、中国、シャム、シンガポール、ビルマ、インド、エジプト、イタリア、フランス、イギリス、ベルギー、ドイツ、オーストリア、スペイン、ポルトガルとつづいた約10か月の旅であった。その理由は移民の促進交渉と表敬訪問、そして各国の王室を見学することであった。日本では明治天皇に会見し、日本人のハワイ移民促進を要請するとともに、王の姪で王位継承者のカイウラニ王女と皇族のひとり山階宮定磨王（のちの東伏見宮依仁親王）の縁談をもちかけた。
米布互恵条約の有効期限が近づいた1883年、アメリカでは互恵条約は合衆国内のコメや砂糖の生産者の利益を損なうとの批判があり、その失効を主張する声もあったが、ジョン・タイラー・モーガン上院議員ら帝国主義者によって「その他の、より高次元な益がある」とする更改賛成意見が反対意見を上まわり、従前よりモーガンが主張していた真珠湾の独占使用権を獲得することを条件に1887年11月に条約の更新がなされた。カラカウア王自身はアメリカに真珠湾の独占使用権をあたえることに反対であり、王の妹リリウオカラニも反対したが、アメリカ上院の姿勢は強硬であり、トーマス・H・カーターらの働きかけもあって、7年という期限付きでの独占使用を認めた。ハワイではカラカウアを「アメリカに国益を売りわたす王」として批判も多かったが、カラカウアは砂糖産業の安定こそがハワイの繁栄を保障するという判断にもとづいていたのではないかとする見解がある。
1887年、ハワイ王国の野党議員ロリン・A・サーストンが中心となって急進的な改革を志向する秘密結社ハワイアンリーグが結成された。同年6月30日、ハワイアンリーグはハワイの白人市民義勇軍ホノルルライフルズと協力して、首相ウォルター・ギブスンの退陣と新憲法の採択を王に対して要求した。これに対し、カラカウア王はかつて自ら組閣した内閣を解散することで抵抗した。ギブスンは国外退去に処された。
その後、ハワイアンリーグは、ホノルルライフルズなどが起草した新憲法を半ば強引にカラカウアに承認させた。それが1887年7月に採択された、1887年憲法（通称「ベイオネット憲法」）である。「ベイオネット」とは「銃剣」を意味し、威嚇のもとに強制的に調印された憲法であった。この憲法はすべてのアジア系移民から一切の投票権を奪い、かつ、投票権の有資格者として収入や資産などの一定の基準を設けたため、大多数の先住ハワイ人とごく少数の欧米人から成る貧しい人びとは選挙権を剥奪され、ごく少数のハワイ人エリートや富裕な欧米系住民の発言力が飛躍的に高まった。また、王権は制限され、枢密院や内閣は強い影響力をもつようになった。カラカウアはベイオネット憲法の廃案を画策し、1889年には混血ハワイ人で王国の軍人ロバート・ウィリアム・ウィルコックスらの抵抗もあったが失敗に終わった。1891年1月20日、カラカウアは志半ばで保養先のサンフランシスコで死去した。
この間、アメリカ本国では1890年に連邦議会が新たに関税法案を通過させたため、ハワイの製糖業は大打撃を受けた。ハワイから輸入した砂糖は無関税であったが、アメリカ国内で生産された砂糖には奨励金がつけられたため、ハワイの砂糖生産はふるわなくなり、サトウキビ農園の地価も暴落し農園労働者の賃金も低下、さらには失業者もあらわれた。こうして、あらゆるものが砂糖に依存していたハワイ経済は深刻な不況に陥った。とりわけ、農園を所有して製糖業を経営していた者の多くがアメリカ人であったため、本国の関税法案通過に対して不満をつのらせ、アメリカの保護領となるか、編入してもらうかして事態を解決するよりほかに道はないと考えるようになった。

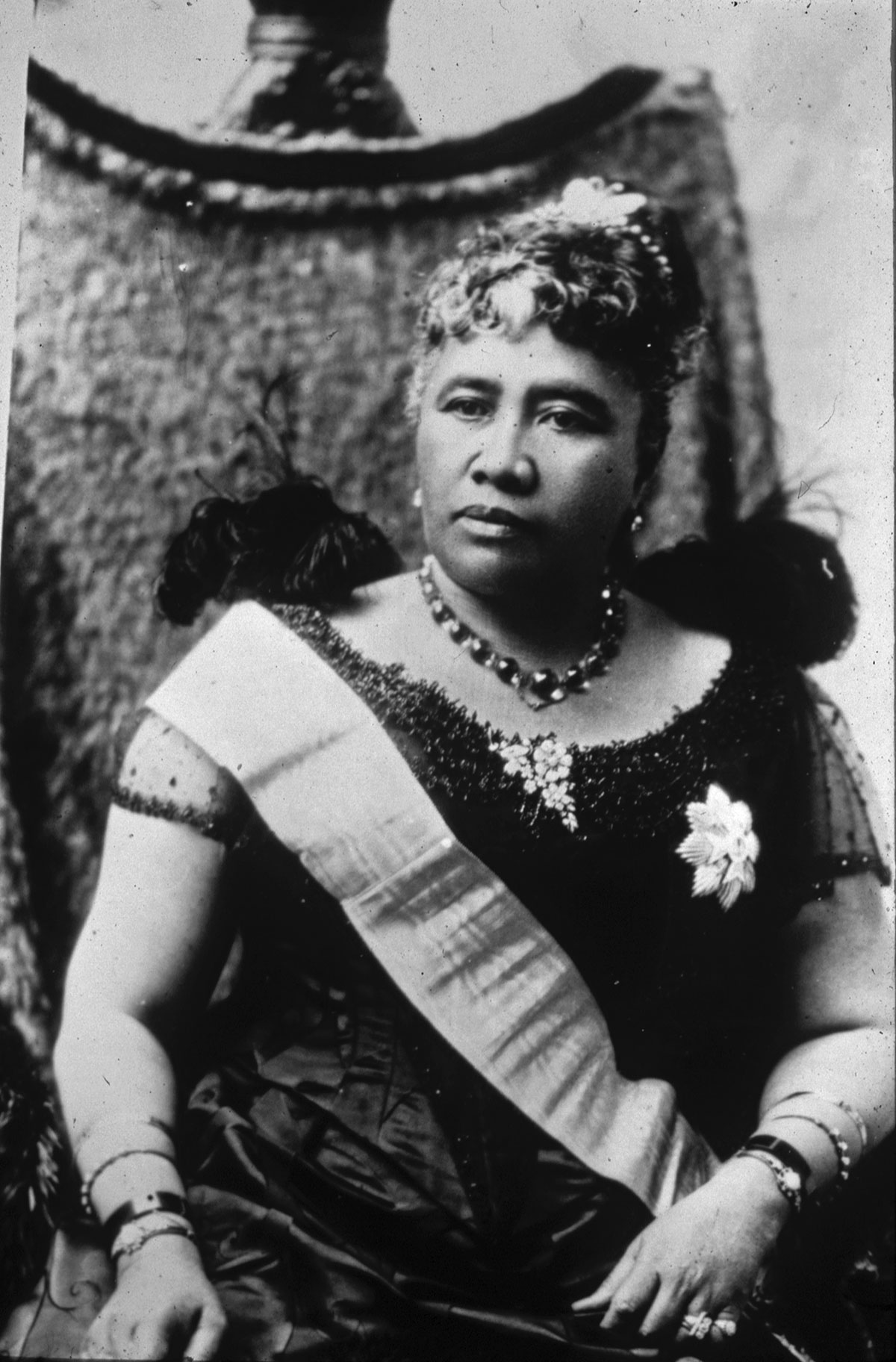
玉座にあるリリウオカラニ

1891年1月、カラカウアの後任としてその妹リリウオカラニが王位に就いた。しかし、リリウオカラニの指名した閣僚は再三にわたり入閣を拒否して内閣が機能しないという事態に陥った。1892年11月、ようやく組閣のための閣僚承認がなされて政治危機を脱した。
リリウオカラニは山積する問題のうち、財政難打破の対策として宝くじやアヘンの売買を認可制とする政策を打ち出したが、これに対しては、アメリカ系白人勢力より道徳的見地からの批判が噴出した。また、ベイオネット憲法に不満を募らせる王党派ハワイ人たちは、1864年の憲法をもとにして女王に多くの権力を集中させる新憲法制定を計画して親米派に対抗しようとした。こうした動きに危機感を覚えたアメリカの駐ハワイ公使ジョン・リービット・スティーブンスはロリン・サーストンやサンフォード・ドールらと接触し、ハワイ王国の転覆と暫定政府の樹立を計画した。
1892年春、親米派は「併合クラブ」と称する秘密結社をつくった。中心メンバーは、サンフォード・ドール、ロリン・サーストン、W.R.カースル、S.M.デーモンであった。

### ハワイ事変（ハワイ革命）

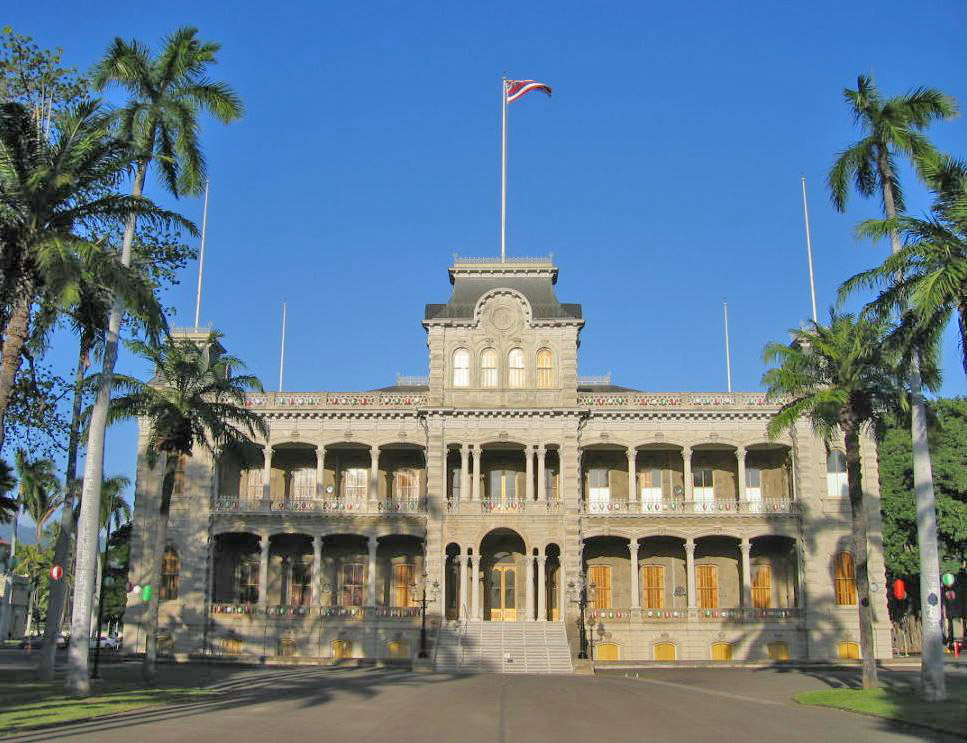
ハワイ事変（親米派による革命）の舞台となったイオラニ宮殿

1893年1月14日、サーストンらの呼びかけによってホノルルに「公安委員会」と名乗る組織がつくられ、翌15日、「公安委員会」はホノルル市民に対し、ホノルルライフルズ部隊本部で市民集会を開く旨呼びかけた。これに対し、王党派の閣僚は反逆罪の適用を検討したが、衝突を避けるべきとの意見をもつアメリカ系閣僚の声もあり、反対集会をイオラニ宮殿で行うことが決定された。反対集会の目的は「リリウオカラニによる新憲法を公布しない」という声明を発表することによって、これ以上の混乱を防止しようというものであった。リリウオカラニは宮殿外で待機する群衆に、憲法の施行をしばらく延期することを発表した。
翌1月16日、ホノルルライフルズで開始された集会でサーストンは女王を糾弾し、自由の獲得を市民に訴えた。この動きに呼応し、スティーブンスは米国軍艦ボストン艦長ギルバート・ウィルツに対し「ホノルルの非常事態を鑑み、アメリカ人の生命および財産の安全確保のため海兵隊の上陸を要請する」と通達した。同日午後5時、将校を含む武装したアメリカ海兵隊164名がホノルル港へ上陸した。
1月17日、サンフォード・ドールは新政府樹立の準備のため、判事を辞任した。午後2時、政府庁舎に「公安委員会」一同が集結すると、ヘンリー・E・クーパーによりハワイ王国の終結および暫定政府の樹立が宣言された。ハワイ王国の政府庁舎および公文書館はホノルルライフルズによって占拠され、戒厳令が布かれた。ドールは暫定政府代表として各国の外交使節団およびリリウオカラニに対し、暫定政府の樹立を通達した。
リリウオカラニはスティーブンスに特使を派遣し、アメリカが暫定政府を承認しないよう求めたが、スティーブンスは「暫定政府は承認され、アメリカはハワイ王国の存在を認めない」と回答した。
リリウオカラニはこのような事態を受けて、ドールに対し、
という声明文を送付した。
親米派によるハワイ暫定政府樹立宣言後、ドイツ、イタリア、ロシア、スペイン、スウェーデン、オランダ、デンマーク、ベルギー、メキシコ、ペルー、イギリス、日本、中国などの国々が暫定政府を事実上の政府として承認した。ハワイをアメリカの保護下に置くよう併合交渉を進めていた暫定政府に対し、2月1日、スティーブンスは米国公使としてその要求を承認し、ハワイ政府庁舎に星条旗が掲揚された。
しかし、リリウオカラニの抵抗やアメリカ国内における女王支持派の存在、およびスティーブンスがこのクーデタでとった強引な手法に対する世論の反発などにより、併合は見送られた。

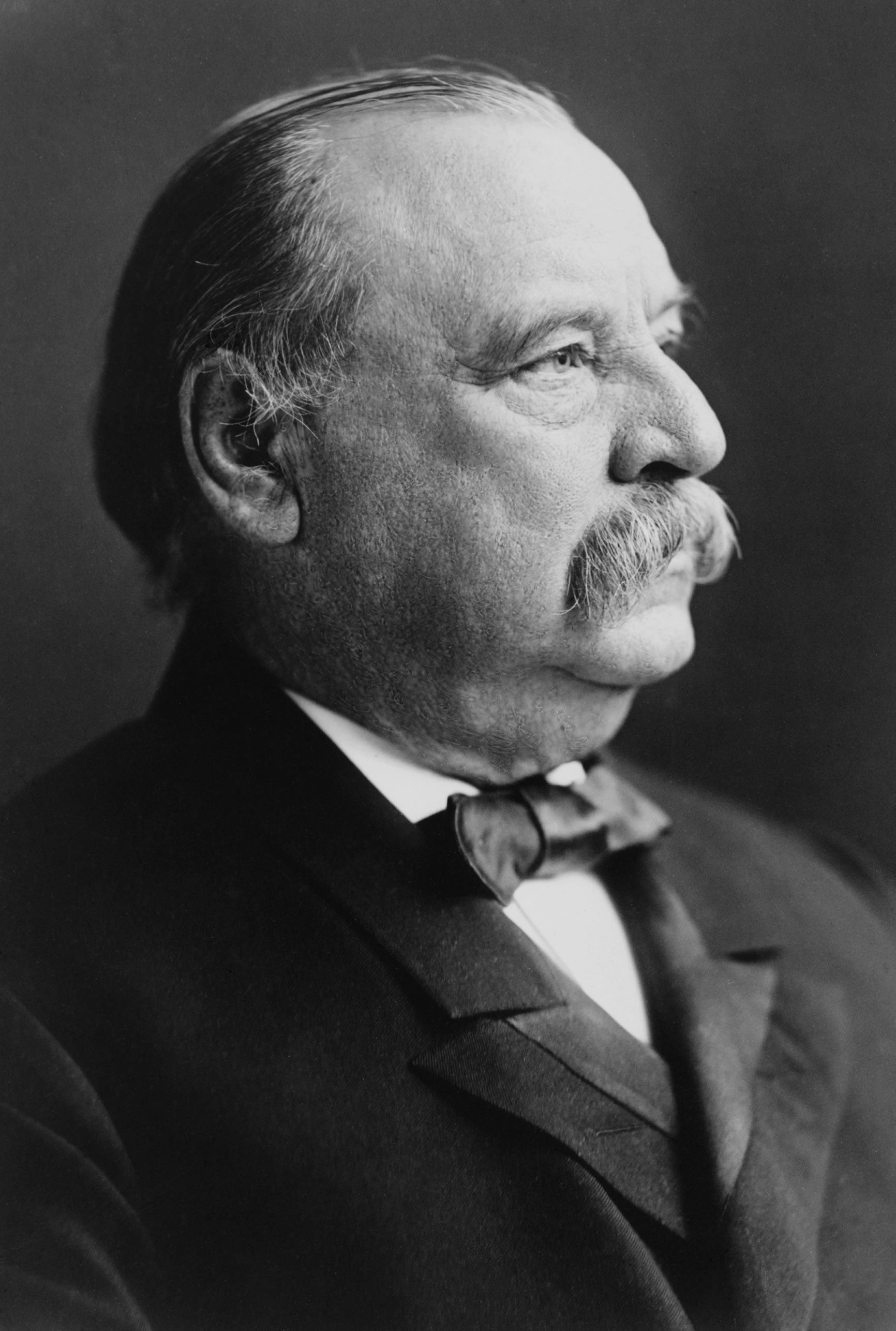
アメリカ合衆国第22代・第24代大統領グロバー・クリーブランド

当時、第24代アメリカ合衆国大統領に就任したばかりのグロバー・クリーブランドは、1890年の「フロンティア消滅」を受けてアメリカの「マニフェスト・デスティニー」は既に果たされているという認識に立っており、海外進出には抑制的で、スペインからの独立運動のつづくキューバにも不介入の方針を採った。
クリーブランド大統領は、ハワイの状況視察のためジェームズ・ヘンダーソン・ブラントを現地に派遣した。ブラントは、親米派グループが君主制を転覆させるような過激な行動をとるべき口実は何も存在しなかったこと、一外交官が軍隊を上陸させて友好的な政府を倒す手助けをしたことを大統領に報告し、ハワイ政庁の星条旗を下ろし、アメリカ海兵隊を船にもどすよう指示した。クリーブランドはブラントの報告を受け、革命家たちの行動を「ホノルルの無法な占拠」と批判し、スティーブンス公使の更迭を決め、新任公使にアルバート・ウィリスを任命した。これに対し、当時のニューヨークの新聞にクリーブランドが当時の流行歌をもじって「リリウオカラニはわたしの恋人」と歌っている漫画が掲載されるなど、多くのアメリカ国民は革命家たちやスティーブンスに同情を寄せた。
新公使アルバート・ウィリスは、リリウオカラニが革命家たちを処罰しないことを条件に復位させるというクリーブランドの指示のもと、暫定政府の取り消しと女王復位の道を模索した。1893年11月4日、ウィリスはリリウオカラニが軟禁されているホノルルへ赴き、国家を転覆させた反逆者の処遇をどのように希望するかを確認した。リリウオカラニは「法律上は死刑であるが、恩赦を認め、国外追放に止めるべきである」との見解を表明した。しかし、後日の新聞紙面上には「女王が暫定政府首脳の死刑を求める」の文字が躍った。この捏造報道はその後訂正がなされ、ウィリスは12月20日、ドールに対し、「リリウオカラニを正式なハワイの統治者であることを認め、現地位と権力の全てから退くこと」というクリーブランドのメッセージを伝えた。しかし現実には、リリウオカラニには死刑であれ恩赦であれ、そうした処分を実行する力がもはやなかった。
こうした諸状況から、ドールらはクリーブランド在任中の併合は不可能であると判断し、12月23日、「過ちがあったのはアメリカ政府の機関であり、暫定政府とは無関係である。クリーブランド政権の要求は内政干渉にあたる」との声明文を発した。さらに、暫定政府を恒久的な政府として運営するため、「ハワイ共和国」と改称し、1894年7月4日、新憲法の発布と新国家成立を宣言した。共和国大統領にはサンフォード・ドールが就任したが、結果としては、ハワイ共和国の最初で最後の大統領となった。アメリカ独立記念日に公布されたハワイ共和国憲法は多くの点でアメリカ合衆国憲法に似ていた。新憲法は、東洋人に対し選挙権や市民権を与えず、公職勤務を禁じる一方、白人団体が多くの点で権力を保持できるよう配慮されていた。

### 王党派と日本
ハワイ事変に際し、王党派は日本の援助を求め、駐日ハワイ公使は日布修好通商条約の対等化を申し出た。日本政府はハワイ公使の申し出を受け入れ、両国は1893年（明治26年）4月に改正条約を締結した。これは、日本にとってメキシコに次いで2つ目の対等条約であった。

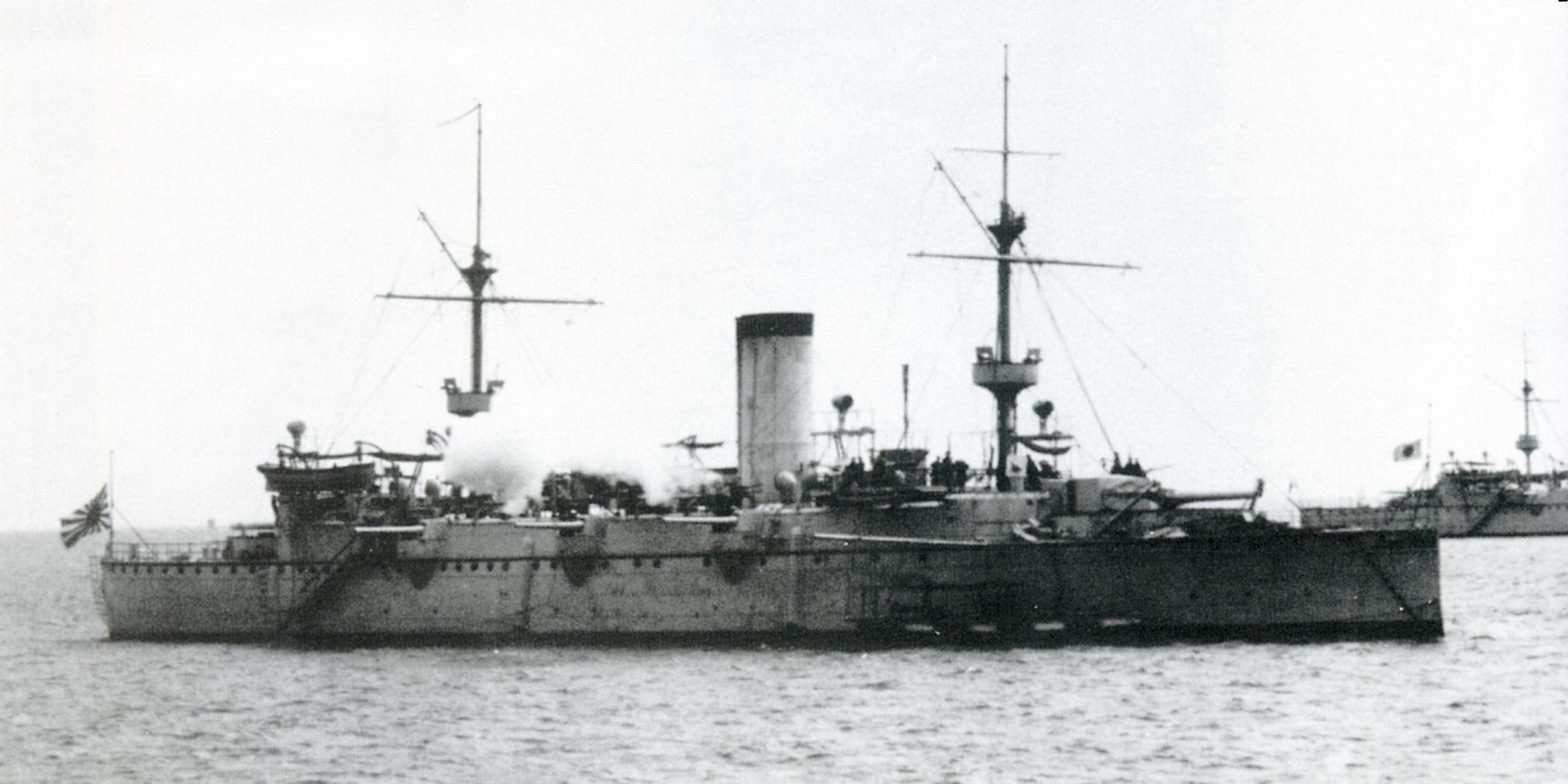
日本の防護巡洋艦「浪速」

日本政府はアメリカによるハワイ併合の動きを牽制するため、1893年11月、邦人保護を理由に東郷平八郎率いる防護巡洋艦「浪速」他2隻をハワイに派遣し、ホノルル軍港に停泊させてクーデター勢力を威嚇させた。この入港は米国軍艦のボストンなど三艦が停泊中の出来事であった。この行為については、女王を支持する先住ハワイ人たちが涙を流して歓喜したと言われる。日本海軍は、翌年には「浪速」を「高千穂」と交替させている。しかし、1894年3月、日本政府は巡洋艦高千穂の撤収を決めた。日本の軍艦派遣は、米布併合の牽制には一定の成果をあげたものの、かつての親日的なハワイ王国政府を復活させることはできなかった。
1895年1月6日、王政復古を目指し、ロバート・ウィリアム・ウィルコックスをはじめとする先住ハワイ人たちが共和国に対し武装蜂起した。ワイキキでの小さな衝突が発端であった。2週間で武装蜂起は鎮圧されたが、政府軍にも死亡者が出た。リリウオカラニはこの件に直接関与していなかったが、反乱を知りながら黙っていたことから問題視され、1月16日、弾薬や銃器を隠し持っていたという理由で他の王族とともに反逆罪によって逮捕され、イオラニ宮殿に幽閉された。この蜂起のなかで多くの先住ハワイ人が虐殺されたという。1月22日、リリウオカラニは約200人の命と引き換えに王位請求を断念し、今後はハワイ共和国への忠誠を誓い、一般市民として余生を送る趣旨の宣言書に署名した。こうしてハワイ王国は名実ともに滅亡した。リリウオカラニは2月27日、反乱に加担した罪で5,000ドルの罰金と5年間の重労働の判決を受けたが、9月6日に釈放された。
1897年4月7日、駐ハワイ公使島村久は、外相大隈重信に軍艦派遣を要請し、4月20日、軍艦浪速はハワイにむけ出発した。
5月11日、公使島村はハワイ外相へ日本移民上陸拒絶にかんし抗議し、1898年7月27日、賠償金7万5000ドルで解決した。
6月17日、駐米公使星亨は、アメリカのハワイ併合阻止のため移民問題を名目にハワイ占領の意見を具申した。6月21日、外相大隈は、ハワイ併合は太平洋の現状を変動し、日本の権益を危うくする旨アメリカ公使に抗議した。6月25日、アメリカ国務長官は、公使星に、日本の正当な権益は阻害されないと回答した。

## 併合

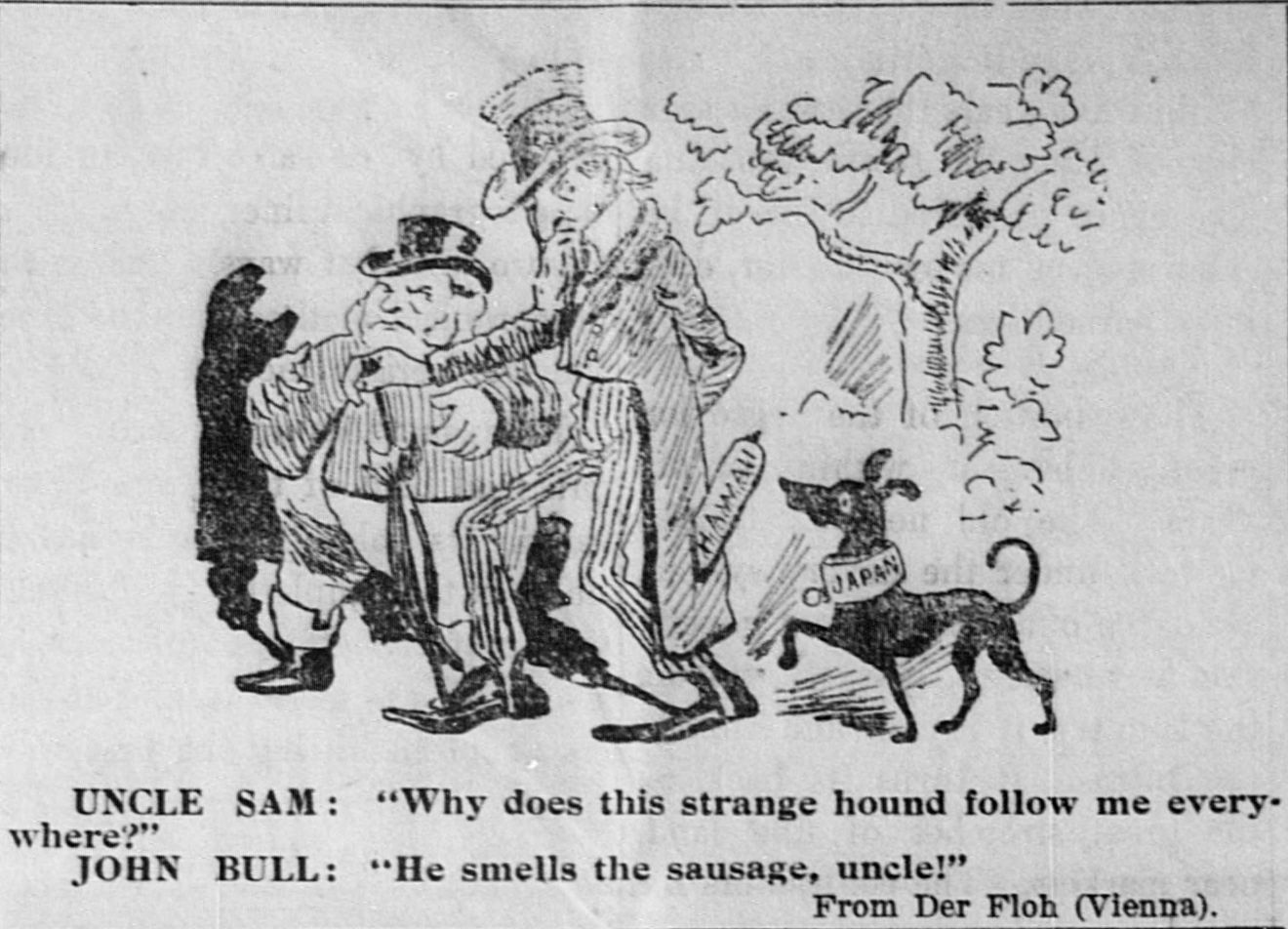
ハワイ併合時の1897年の風刺画。アメリカ合衆国が 「この変な犬（大日本帝国）は、何でついてくるんだ？」イギリスの回答が「あんたのポケットのハワイ・ソーセージを狙ってるのさ」ジョン・ブルとアンクル・サムと黒犬の大日本帝国。

### ハワイ併合（米布併合）
1894年、アメリカ連邦議会は国内産の砂糖に対する特別補助金の打ち切りを決めて外国産砂糖に課税し、ハワイ産砂糖には互恵制度を復活させて無関税としたため、ハワイ製糖業は再び活況を呈した。

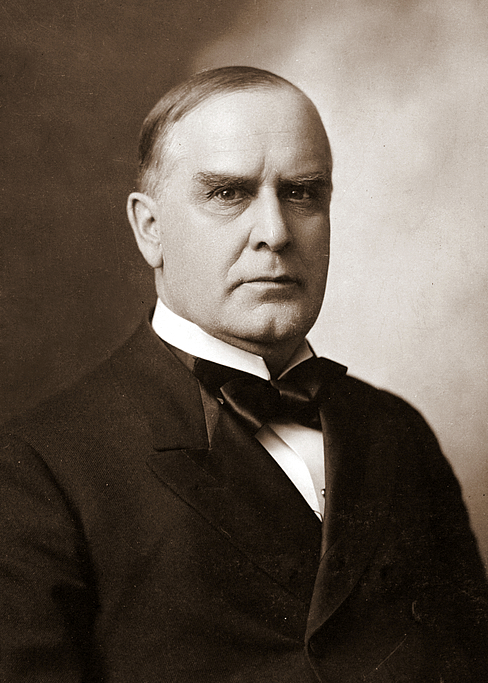
アメリカ合衆国第25代大統領ウィリアム・マッキンリー

1897年にアメリカの新大統領に選出されたウィリアム・マッキンリーは「海のフロンティア」開拓を推進する帝国主義政策を採り、同年、アメリカ合衆国上院にハワイ併合条約を上程した。ハワイ上院はそれに呼応してただちに賛成の意を表明したが、ワシントンD.C.のアメリカ上院では条約の批准には3分の2以上の賛成が必要であり、可決は困難とみられた。ただし、議会の合同決議であれば上下それぞれの院で過半数の支持があれば可決されるという規定になっていたため、1898年3月16日、合同決議案が議会に出された。
それに先だつ1898年1月のスペイン領キューバの首府ハバナで起きた暴動をきっかけとして、同年4月米西戦争が勃発した。ハバナでの2月15日のアメリカ戦艦メイン号爆発事件は、アメリカ国民に反スペイン感情を植え付ける絶大な効果をもち、4月25日にスペインに対して宣戦布告がなされた。4月30日にはアメリカのジョージ・デューイ司令官がフィリピンのマニラ湾でスペイン艦隊に圧倒的な勝利を収めている。
この戦争は太平洋上のスペイン領土を巻き込み、アメリカ国内では、戦争中、そこで戦局を展開するための恒久的な補給地が必要であるとの主張が巻き起こった。ホノルルはいまやアメリカ軍をフィリピンに輸送する船舶にとってきわめて重要な寄港地となった。そして、アメリカはすでに真珠湾の独占使用権を獲得していたが、これをより強固にするため併合が必要であるとの世論が高まったのである。

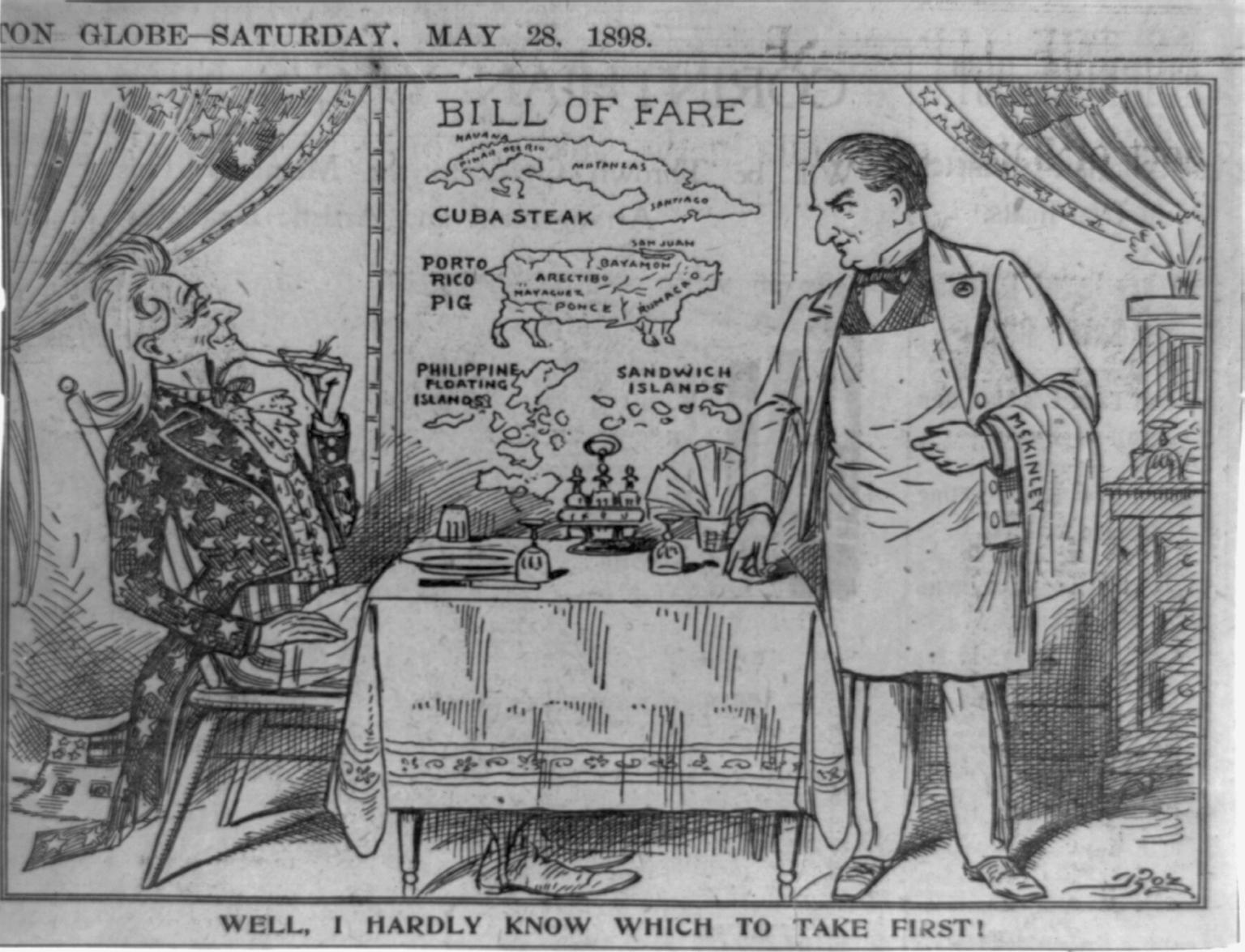
米西戦争を扱った1898年5月28日付の新聞記事

こうして米西戦争中の1898年6月15日、先に提出していた合同決議案（ニューランズ決議）はアメリカ下院を通過し、7月6日には上院を通過した。7月7日、マッキンリー大統領は連邦議会におけるハワイ併合決議案に署名し、ハワイの主権は正式にアメリカ合衆国へ移譲された。8月12日にはアメリカのハワイ編入が宣言され、同日正午少し前にハワイの国旗は下ろされ、星条旗がイオラニ宮殿の上に掲げられた。同日、ハワイ共和国の主権のアメリカ合衆国への委譲を記念する儀式が宮殿内でとりおこなわれた。このとき、港に停泊中のアメリカ船フィラデルフィア号をはじめ、海岸の砲列から21発の礼砲が打ち出されている。併合後のハワイはアメリカ合衆国自治領として準州の扱いを受けることとなった。
米西戦争は、アメリカのジョン・ヘイ国務長官によれば「すてきな小戦争」であった。8月に休戦条約が結ばれ、12月にはパリ条約が結ばれてアメリカはフィリピン群島・グアム島・プエルトリコを獲得することとなり、キューバは米国占領下におくこととされた。

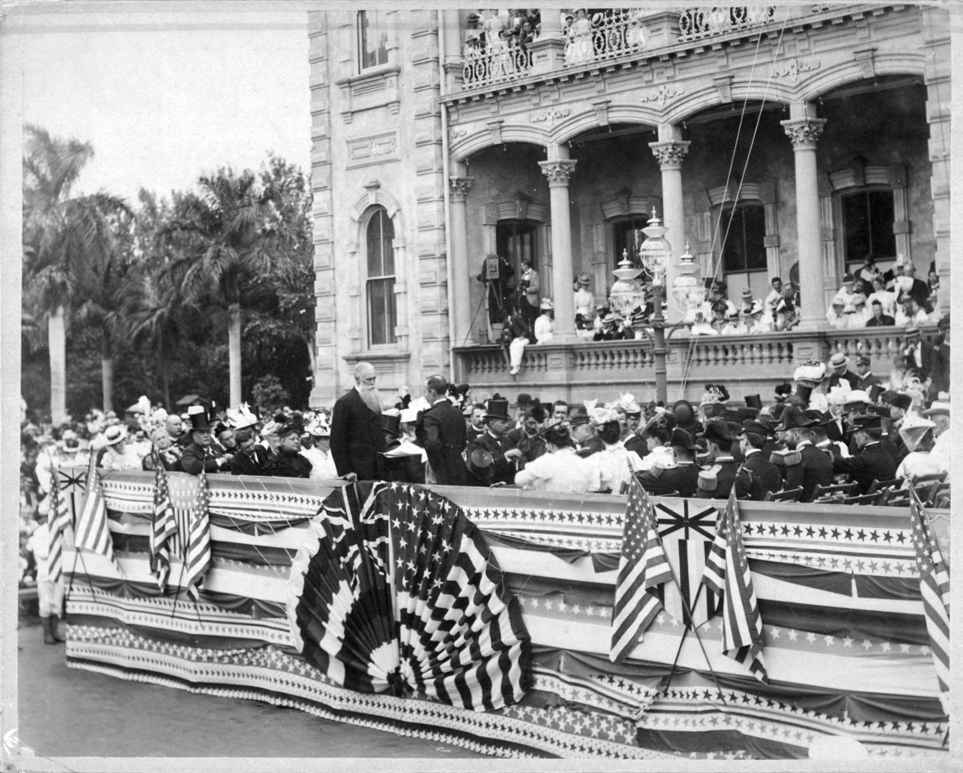
ハワイ準州初代知事の任命を受けたサンフォード・ドール

アメリカの連邦議会がハワイに適用する法律を通過させるまで、2年の歳月を要した。その間ハワイ準州（ハワイ領土、Territory of Hawaii）の大統領ドールは、ハワイとアメリカの両方の憲法のもとで行政権を行使した。1900年4月30日、マッキンリー米大統領はハワイがアメリカの一州になるまで効力を持つハワイ基本法に署名、6月にはハワイ準州政府が設立された。ハワイ準州の要職にはハワイ共和国下の官僚が就くこととなり、6月14日、初代ハワイ準州知事にサンフォード・ドールが就任した。「1900年基本法」はハワイの法律となり、アメリカの諸法がハワイに適用されることとなった。ハワイの市民は合衆国市民となり、日系移民や中国系移民が事実上ハワイ市民になることができなかったのに対し、先住ハワイ人は投票上の制約が取り除かれ、多くの権限を獲得した。また、アメリカの施政下に属したと同時にハワイでも共和党と民主党が結成され、当初は自治党が優勢であったものの、しだいに二大政党の力が大きくなっていった。

### 1900年基本法下のハワイ
基本法下のハワイは、基本的に他の48州と同様合衆国憲法とそれにもとづいた諸制度によっていたが、いくつかの点で重要な格差が設けられた。
ハワイの住民はアメリカ合衆国大統領選挙・副大統領選挙の際に投票権がなかった。また、連邦議会に対しては、ハワイの利益を代弁するために自らの代表を選んで送り込むことはできたが、投票権は与えられなかった。さらに、ハワイの住民はハワイ準州の立法機関たる議会を作り、上院議員15人、下院議員30人を選出して法律の制定にあたることができたが、知事や行政各部局の長、重要な法廷の裁判官はすべて合衆国大統領の任命制であり、ハワイ議会の作った法律は合衆国議会によって修正ないし廃案にされうるものであった。

## 影響

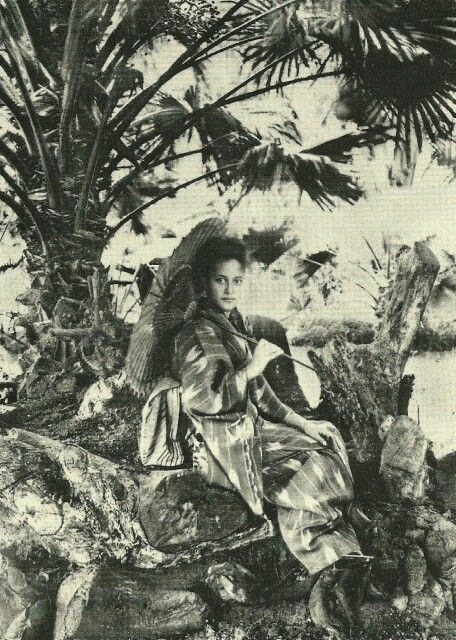
着物を着たカイウラニ。女王リリウオカラニの姪で王位継承者であったが、ハワイ併合の翌年に死去した

ハワイ併合により、すべてのハワイ共和国の国民はアメリカ合衆国の国民となった。しかし、先住ハワイ人には市民権があたえられたものの東洋人の権利は制限されていた。中国人に対しては、アメリカ本土の中国人排斥法がハワイにも適用されたため、中国人の移住が事実上不可能となった。
いっぽう、既存の労働契約は併合により無効化され、契約移民としてハワイに多数定住していた日本人労働者は、それまでの過酷な契約から解放された。その結果、多数の日系人はアメリカ本土に渡航し、1908年までに3万を超える人々が本土へ移住したといわれる。これは結果的にアメリカ本土で日本人に対する排斥運動を招く契機となり、1906年にはサンフランシスコで日本人学童隔離問題が生じた。この隔離命令はセオドア・ルーズベルト大統領によって翌1907年に撤回されたが、その条件としてハワイ経由での米本土移民は禁止されるに至った。
ハワイ併合によりアメリカ合衆国は、新天地を求めて太平洋に進出し、広大な海洋帝国の建設に着手することとなった。真珠湾（パールハーバー）はその後も軍事施設が増設され、アメリカの軍事基地として整備されていった。
地政学のうえでは、長期的に1つの大洋に複数の海洋大国が共存することは難しいとされる。強大な海洋帝国としての存在をまっとうしようとするならば、大洋上の自由な通商と航海の前提としてその大洋を完全に支配・コントロールすることが必須条件とされるためである。こうした見地に立つならば、日本が海洋通商国家としての繁栄を追求しようとすれば、いつの日にか、太平洋の覇権をめぐって日米が衝突することには一種の必然性をともなっていた。ただし、当時の日本は日清戦争には勝利したもののロシア帝国の脅威にさらされ依然国家の独立そのものが危ぶまれる状態だったのである。それでも大隈重信総理は「これほど激烈で宣戦布告か最後通牒に等しいような外交文書は見たことがない」とマッキンリー大統領に言わしめるほどの抗議をしたが、隈板内閣の早い瓦解もあり大事には至らなかった。後に1908年の高平・ルート協定で日本はアメリカのハワイ併合を承認した。
1993年11月、アメリカ合衆国議会はハワイ併合に至る過程が違法だったと認め、公式に謝罪する両院合同決議を採択した。

## ハワイ併合を題材にした作品

### 小説
- 寺島柾史「怒濤: 日本海軍戰記」 1935年 日本公論社

### 映画
- プリンセス・カイウラニ （2009年）